# Orquesta Sinfónica de Radio Berlín
La Orquesta Sinfónica de Radio Berlín (en alemán: Rundfunk-Sinfonieorchester Berlin, RSB) es una orquesta sinfónica berlinesa fundada en 1923 y especializada en música del siglo XX.

## Directores
- Bruno Seidler-Winkler (1926-1932)
- Eugen Jochum (1932-1934)
- Sergiu Celibidache (1945-1946)
- Hermann Abendroth (1953-1956)
- Rolf Kleinert (1959-1973)
- Heinz Rögner (1973-1993)
- Rafael Frühbeck de Burgos (1994-2000)
- Marek Janowski (2002-2016)
- Vladímir Yurovski (designado a partir de septiembre de 2017)